# Toyota Tundra Madness
Toyota Tundra Madness (o simplemente Tundra Madness) fue un videojuego de carreras todoterreno gratuito de 1999 desarrollado por WildTangent y publicado por Microsoft para Windows. El juego era una versión personalizada de Toyota de Monster Truck Madness 2 para un torneo que promocionaba la Toyota Tundra de 2000 y se podía jugar desde el sitio web MSN Gaming Zone solo para usuarios de Estados Unidos desde abril hasta junio de 1999.

## Jugabilidad
El juego solo contaba con la Tundra como único vehículo a elegir y una pista hecha a medida.